# Hertha von Guttenberg
Hertha von Guttenberg, geb. Cornilsen (* 22. Februar 1896 in Berlin; † 29. Dezember 1990 in München) war eine deutsche Bildhauerin.

## Leben
Herta von Guttenberg wurde als Hertha Clara Louise Cornilsen in der elterlichen Wohnung am Kronprinzenufer 21 im Alsenviertel geboren. Ihre Eltern waren der Kaufmann Otto Paul Heinrich Cornilsen und die Margarethe Martha Johanna  geb. Kaufmann. Die Familie war evangelischer Konfession. Im Alter von zwölf Jahren kam sie in ein Pensionat. Ab 1913 besuchte sie eine private Kunstschule in Berlin-Charlottenburg, wo sie bei Hans Baluschek, Lovis Corinth und Arthur Lewin-Funcke Unterricht hatte. 1916 bekam sie an der Charlottenburger Kunstgewerbeschule bei Hans Perathoner Schnitzunterricht. Nachdem sie 1917 zwei Monate in einer Steinbildhauerwerkstatt gearbeitet hatte, besuchte sie die Berliner Kunstgewerbeschule. Otto Hitzberger war dort ihr Lehrer. Nach ihrer Heirat 1922 mit dem Botaniker Hermann von Guttenberg ging sie mit ihm 1923 nach Rostock und wurde dort Mitglied der Vereinigung Rostocker Künstler; die Sommerzeit verbrachte sie seit 1924 in Ahrenshoop. 1927 unternahm Hertha von Guttenberg eine Studienreise nach Florenz. Hier beschäftigte sie sich mit italienischer Gusstechnik. Sie war Mitglied der Gesellschaft deutsch-österreichischer Künstlerinnen und des Verbandes bildender Künstler der DDR. Hertha von Guttenberg war mit vielen mecklenburger Künstlern wie Kate Diehn-Bitt, Margarete Scheel, Fritz Koch-Gotha und Jo Jastram befreundet. In ihrem 1956 gebauten Haus in Ahrenshoop lebte sie bis 1975, als sie zu ihrer Tochter nach München zog; ihr Mann war 1969 gestorben. 1994 wurde das Kunsthaus Guttenberg in ihrem ehemaligen Wohnhaus in Ahrenshoop eröffnet.

## Werke

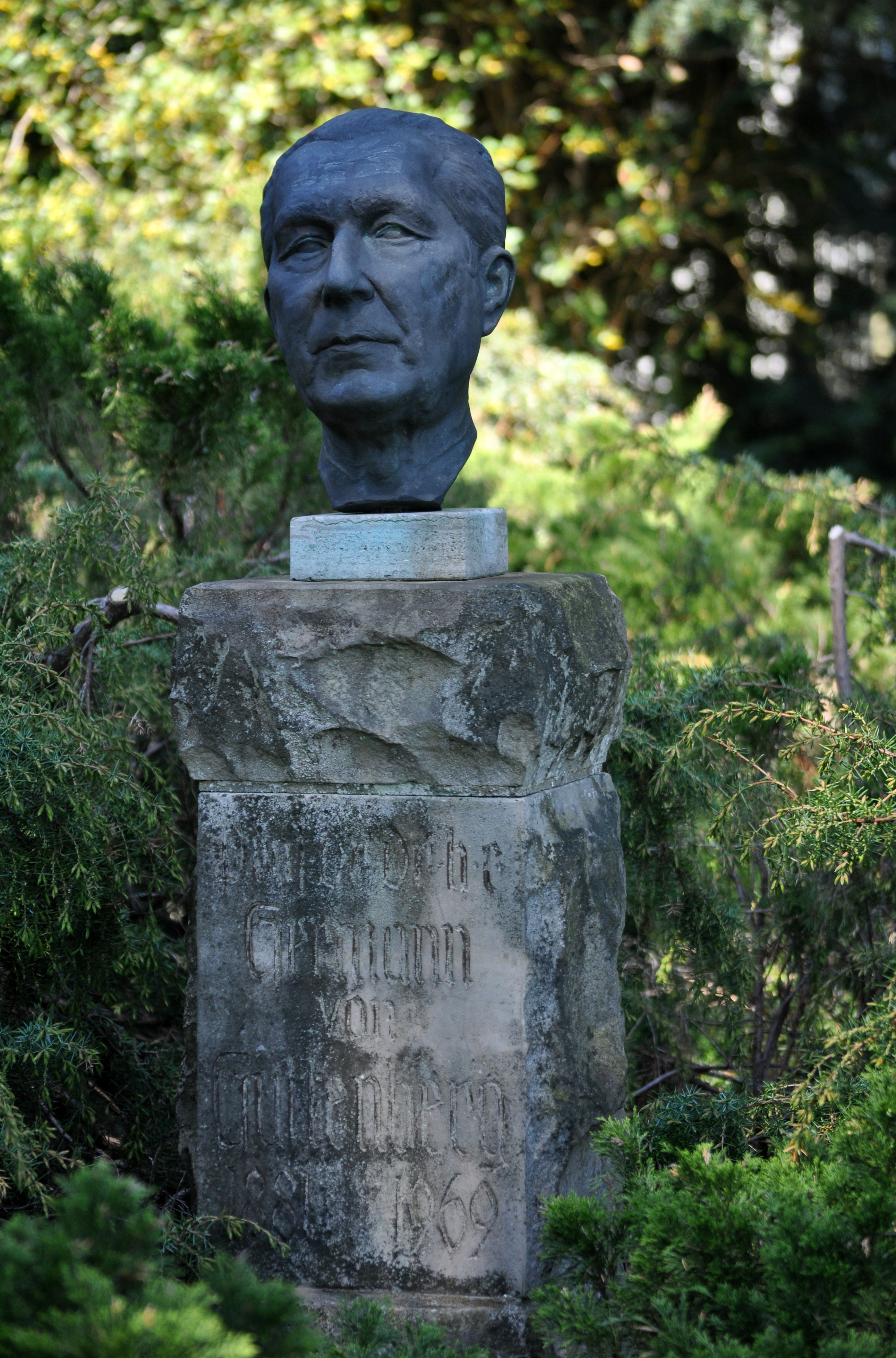
Bronzebüste Hermann v. Guttenberg in Rostock

- Büsten von Wilhelm Furtwängler und Rabindranath Tagore
- Büsten von Albert Schweitzer, Erich Schlesinger, Käthe Miethe, Jo Jastram
- Büsten von Peter E. Erichson, Ehm Welk und Gottfried von Lücken
- Bronzebüste ihres Mannes im Botanischen Garten Rostock
- Plastik Kongokind
- Plastik Zum Schweigen verurteilte Frau
- Masken (von einer Tanzgruppe aus Bali inspiriert)

## Ausstellungen
- 1936 in Wien
- 1945 in Schwerin, Landesmuseum („Jahresschau 1945 der Kunstschaffenden aus Mecklenburg-Vorpommern“)[2]
- 1930 und 1940 in Bremen, Hannover und Freiburg im Breisgau
- 1996 in Rostock anlässlich ihres 100. Geburtstages